# The Heart Of Everything
The Heart Of Everything er det fjerde studiealbum fra det hollandske symfoniske metalband Within Temptation, udgivet 12. marts 2007. Cd'en findes i flere versioner

## sange

### Almindelig version:
1. "The Howling" – 5:33
2. "What Have You Done" (feat. Keith Caputo) – 5:13
3. "Frozen" – 4:28
4. "Our Solemn Hour" – 4:17
5. "The Heart of Everything" – 5:35
6. "Hand of Sorrow" – 5:36
7. "The Cross" – 4:51
8. "Final Destination" – 4:43
9. "All I Need" – 4:51
10. "The Truth Beneath the Rose" – 7:05
11. "Forgiven" – 4:54

### limited edition digipack.
1. "The Howling" – 5:33
2. "What Have You Done" (featuring Keith Caputo) – 5:13
3. "Frozen" – 4:28
4. "The Heart of Everything" – 5:35
5. "All I Need" – 4:51
6. "Our Solemn Hour" – 4:17
7. "Hand of Sorrow" – 5:36
8. "The Cross" – 4:51
9. "Final Destination" – 4:43
10. "Forgiven" – 4:54
11. "All I Need" – 4:51
12. "What Have You Done feat. Keith Caputo" (rock mix) – 3:52